# 레이 (영화)
《레이》는 리듬 앤드 블루스 음악가 레이 찰스의 30년 인생을 다룬 2004년 미국의 뮤지컬 전기 영화이다. 독립 영화로 제작되었으며 테일러 핵퍼드가 감독, 각본, 제작을, 제이미 폭스가 주인공을 맡았다. 폭스는 이 배역으로 아카데미상, 골든 글로브상, 영국 아카데미상, 미국 배우 조합상, 크리틱스 초이스 영화상에서 남우주연상을 수상하였다.
찰스는 영화 완성 후 시사회에 참석하기로 하였으나, 개봉 4개월 전인 2004년 6월에 간질환으로 사망하였다.

## 출연

### 주연
- 제이미 폭스

### 조연
- 케리 워싱턴
- 클리프톤 파웰
- 언자누 엘리스
- 해리 레닉스
- 테렌스 하워드
- 라렌즈 테이트

## 기타
- 공동제작: 레이 찰스 주니어
- 공동제작: 닉 모튼
- 라인프로듀서: 바바라 A. 홀
- 미술: 스티븐 알트먼
- 의상: 샤렌 데이비스
- 배역: 낸시 클로퍼